# Ronde van Italië 1971
| Eindklassement      |                       |              |
| Algemeen klassement | Gösta Pettersson      | 97h 24' 03"  |
| Tweede / (Bel)      | Herman Vanspringel    | + 2' 04"     |
| Derde               | Ugo Colombo           | + 2' 35"     |
| Vierde              | Francisco Galdos      | + 4' 27"     |
| Vijfde              | Pierfranco Vianelli   | + 6' 41"     |
| Zesde               | Silvano Schiavon      | + 7' 27"     |
| Zevende             | Felice Gimondi        | + 7' 30"     |
| Achtste             | Tony Houbrechts       | + 9' 39"     |
| Negende             | Wladimiro Panizza     | + 13' 13"    |
| Tiende              | Giovanni Cavalcanti   | + 14' 22"    |
| (Ned)               | Rini Wagtmans (16e)   | + 26' 52"    |
| Rode Lantaarn       | Lucillo Lievore (75e) | + 3h 18' 19" |
| Puntenklassement    | Marino Basso          | 181 punten   |
| Tweede              | Patrick Sercu         | 148 punten   |
| Derde               | Felice Gimondi        | 139 punten   |
| Bergklassement      | José Manuel Fuente    | ? punten     |
| Tweede              | Pierfranco Vianelli   | ? punten     |
| Derde               | Franco Mori           | ? punten     |
| Ploegenklassement   | Molteni               | ?            |
| Tweede              | ?                     | ?            |
| Derde               | ?                     | ?            |

In 1971 ging de 54e Giro d'Italia op 20 mei van start in Lecce. Hij eindigde op 10 juni in Milaan. Er stonden 100 renners verdeeld over 10 ploegen aan de start. De ronde werd gewonnen door Gösta Pettersson. Rini Wagtmans was met zijn zestiende plaats de beste Nederlander in het algemeen klassement op bijna 27 minuten van de winnaar.
Aantal ritten: 20

Totale afstand: 3621,0 km

Gemiddelde snelheid: 37,176 km/h

Aantal deelnemers: 100

## Belgische en Nederlandse prestaties
In totaal namen er 11 Belgen en 1 Nederlander deel aan de Giro van 1971.

### Belgische etappezeges
- Patrick Sercu won de 13e etappe van Salò naar Sottomarina en de 14e etappe van Chioggia naar Bibione.

### Nederlandse etappezeges
- In 1971 was er geen Nederlandse etappezege.

## Etappe uitslagen
| Datum                  | Etappe     | Parcours                             | Afstand | Eerste                      | Tweede                   | Derde                        | Klassementsleider        |
| ---------------------- | ---------- | ------------------------------------ | ------- | --------------------------- | ------------------------ | ---------------------------- | ------------------------ |
| 20 mei                 | proloog    | Lecce - Brindisi (ploegentijdrit)    | 62 km   | Salvarani                   | Molteni                  | Scic                         | Marino Basso (Ita)       |
| 21 mei                 | etappe 1   | Brindisi - Bari                      | 175 km  | Marino Basso (Ita)          | Franco Bitossi (Ita)     | Gianni Motta (Ita)           | Marino Basso (Ita)       |
| 22 mei                 | etappe 2   | Bari - Potenza                       | 260 km  | Enrico Paolini (Ita)        | Michele Dancelli (Ita)   | Gösta Pettersson (Zwe)       | Enrico Paolini (Ita)     |
| 23 mei                 | etappe 3   | Potenza - Benevento                  | 177 km  | Ercole Gualazzini (Ita)     | Patrick Sercu (Bel)      | Marino Basso (Ita)           | Enrico Paolini (Ita)     |
| 24 mei                 | etappe 4   | Benevento - Pescasseroli             | 203 km  | Guerrino Tosello (Ita)      | Roberto Sorlini (Ita)    | Ole Ritter (Den)             | Enrico Paolini (Ita)     |
| 25 mei                 | etappe 5   | Pescasseroli - Gran Sasso d'Italia   | 198 km  | Vicente López Carril (Spa)  | Tony Houbrechts (Bel)    | Pierfranco Vianelli (Ita)    | Ugo Colombo (Ita)        |
| 26 mei                 | etappe 6   | l'Aquila - Orvieto                   | 163 km  | Domingo Perurena (Spa)      | Lino Farisato (Ita)      | Arturo Pecchielan (Ita)      | Ugo Colombo (Ita)        |
| 27 mei                 | etappe 7   | Orvieto - San Vincenzo               | 220 km  | Felice Gimondi (Ita)        | Rini Wagtmans (Ned)      | Wladimiro Panizza (Ita)      | Aldo Moser (Ita)         |
| 28 mei                 | etappe 8   | San Vincenzo - Casciana Terme        | 203 km  | Romano Tumellero (Ita)      | Roger Swerts (Bel)       | Wilmo Francioni (Ita)        | Claudio Michelotto (Ita) |
| 29 mei                 | etappe 9   | Casciana Terme - Forte dei Marmi     | 141 km  | Marino Basso (Ita)          | Patrick Sercu (Bel)      | Dino Zandegù (Ita)           | Claudio Michelotto (Ita) |
| 30 mei                 | etappe 10  | Forte dei Marmi - Pian del Falco     | 123 km  | José Manuel Fuente (Spa)    | Lino Farisato (Ita       | Erik Pettersson (Zwe)        | Claudio Michelotto (Ita) |
| 31 mei                 | etappe 11  | Sestola - Mantua                     | 199 km  | Marino Basso (Ita)          | Patrick Sercu (Bel)      | Noël Vanclooster (Bel)       | Claudio Michelotto (Ita) |
| 1 juni was een rustdag |            |                                      |         |                             |                          |                              |                          |
| 2 juni                 | etappe 12  | Desenzano del Garda - Salò (tijdrit) | 28 km   | Davide Boifava (Ita)        | Ole Ritter (Den)         | Felice Gimondi (Ita)         | Claudio Michelotto (Ita) |
| 3 juni                 | etappe 13  | Salò - Sottomarina                   | 218 km  | Patrick Sercu (Bel)         | Marino Basso (Ita)       | Albert Van Vlierberghe (Bel) | Claudio Michelotto (Ita) |
| 4 juni                 | etappe 14  | Chioggia - Bibione                   | 170 km  | Patrick Sercu (Bel)         | Marino Basso (Ita)       | Albert Van Vlierberghe (Bel) | Claudio Michelotto (Ita) |
| 5 juni                 | etappe 15  | Bibione - Ljubljana                  | 203 km  | Franco Bitossi (Ita)        | Patrick Sercu (Bel)      | Domingo Perurena (Spa)       | Claudio Michelotto (Ita) |
| 6 juni                 | etappe 16  | Ljubljana - Tarvisio                 | 100 km  | Dino Zandegù (Ita)          | Felice Gimondi (Ita)     | Marino Basso (Ita)           | Claudio Michelotto (Ita) |
| 7 juni                 | etappe 17  | Tarvisio - Großglockner              | 206 km  | Pierfranco Vianelli (Ita)   | Primo Mori (Ita)         | Giancarlo Polidori (Ita)     | Claudio Michelotto (Ita) |
| 8 juni                 | etappe 18  | Lienz - Falcade                      | 195 km  | Felice Gimondi (Ita)        | Herman Vanspringel (Bel) | Gösta Pettersson (Zwe)       | Gösta Pettersson (Zwe)   |
| 9 juni                 | etappe 19  | Falcade - Ponte di Legno             | 172 km  | Lino Farisato (Ita)         | Rini Wagtmans (Ned)      | Felice Gimondi (Ita)         | Gösta Pettersson (Zwe)   |
| 10 juni                | etappe 20a | Ponte di Legno - Lainate             | 185 km  | Giacinto Santambrogio (Ita) | Wilmo Francioni (Ita)    | Guerrino Tosello (Ita)       | Gösta Pettersson (Zwe)   |
| 10 juni                | etappe 20b | Lainate - Milaan (tijdrit)           | 20 km   | Ole Ritter (Den)            | Gösta Pettersson (Zwe)   | Roger Swerts (Bel)           | Gösta Pettersson (Zwe)   |

 winnaars · 
roze trui · 
  puntenklassement · 
  bergklassement · 
 jongerenklassement · 
 intergiro · 
 ploegenklassement · 
 strijdlust · 
 zwarte trui
Giro d'Italia Next Gen · Giro Donne · Cima Coppi
 Belgische rozetruidragers · etappewinnaars
 Nederlandse rozetruidragers · etappewinnaars
Mannen:
1909 · 
1910 · 
1911 · 
1912 · 
1913 · 
1914 · 
1919 · 
1920 · 
1921 · 
1922 · 
1923 · 
1924 · 
1925 · 
1926 · 
1927 · 
1928 · 
1929 · 
1930 · 
1931 · 
1932 · 
1933 · 
1934 · 
1935 · 
1936 · 
1937 · 
1938 · 
1939 · 
1940 · 
1946 · 
1947 · 
1948 · 
1949 · 
1950 · 
1951 · 
1952 · 
1953 · 
1954 · 
1955 · 
1956 · 
1957 · 
1958 · 
1959 · 
1960 · 
1961 · 
1962 · 
1963 · 
1964 · 
1965 · 
1966 · 
1967 · 
1968 · 
1969 · 
1970 · 
1971 · 
1972 · 
1973 · 
1974 · 
1975 · 
1976 · 
1977 · 
1978 · 
1979 · 
1980 · 
1981 · 
1982 · 
1983 · 
1984 · 
1985 · 
1986 · 
1987 · 
1988 · 
1989 · 
1990 · 
1991 · 
1992 · 
1993 · 
1994 · 
1995 · 
1996 · 
1997 · 
1998 · 
1999 · 
2000 · 
2001 · 
2002 · 
2003 · 
2004 · 
2005 · 
2006 · 
2007 · 
2008 · 
2009 · 
2010 · 
2011 · 
2012 · 
2013 · 
2014 · 
2015 · 
2016 · 
2017 · 
2018 · 
2019 · 
2020 · 
2021 · 
2022 · 
2023 · 
2024 · 
2025
Vrouwen:
1988 · 
1989 · 
1990 · 
1991 ·
1992 ·
1993 · 
1994 · 
1995 · 
1996 · 
1997 · 
1998 · 
1999 · 
2000 · 
2001 · 
2002 · 
2003 · 
2004 · 
2005 · 
2006 · 
2007 · 
2008 · 
2009 · 
2010 · 
2011 · 
2012 ·
2013 · 
2014 ·
2015 ·
2016 ·
2017 ·
2018 ·
2019 ·
2020 ·
2021 ·
2022 ·
2023 ·
2024 ·
2025